# Denis Lavant
Denis Lavant (Neuilly-sur-Seine, 1961. június 17. – ) francia filmszínész.
Jellegzetes arcberendezése mellett arról is ismert, hogy olyan, komoly fizikai igénybevételt jelentő szerepeket is elvállal, amelyekben akrobatikus mutatványokat kell bemutatnia. Kifejezetten sokat dolgozott együtt Leos Carax filmrendezővel, akinek szinte minden filmjében szerepet kapott. Magyarországon leginkább A Pont-Neuf szerelmesei című film férfi főszereplőjeként vált ismertté.

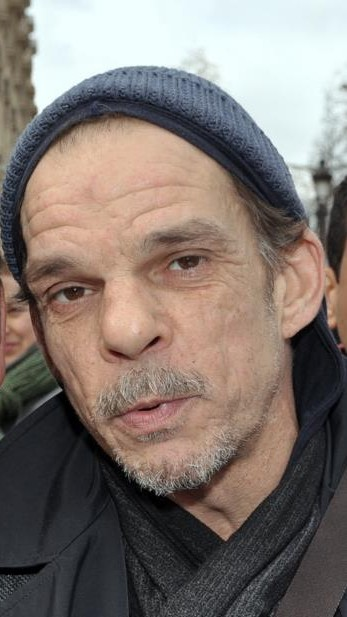
2013-ban

## Élete és pályafutása
Neuilly-sur-Seine településen született, 13 évesen kezdett ismerkedni a cirkusz és a pantomim világával, Marcel Marceau hatására. Színészi pályáját 1982-ben klasszikus színházi darabokban, többek között Shakespeare-művek előadásaiban kezdte, majd kapott egy kisebb szerepet A nyomorultak egy 1982-es filmváltozatában. A folytatásban több más, kisebb szerepet játszott, mígnem 1984-ben az első főszerepét is megkapta, a Boy Meets Girl című filmben, amely Leos Carax első komolyabb rendezése volt. Ettől kezdve Lavant gyakorlatilag minden olyan filmben szerepelt, amelyet Carax rendezett.
1986-ban kapta következő filmszerepét a Mauvais Sang című thrillerben, ahol Juliette Binoche volt a partnere, majd 1991-ben ők voltak a főszereplői Carax harmadik mozifilmjének, a Magyarországon is bemutatott és nagy sikert aratott, A Pont-Neuf szerelmesei című játékfilmnek is. A későbbiekben is szinte minden olyan filmben szerepelt, aminek Leos Carax volt a rendezője, de ezek hazánkban kevéssé váltak ismertté.

## Filmjei
| Év   | Cím                                                     | Szerep                  | Rendező                                                      | Megjegyzések |
| ---- | ------------------------------------------------------- | ----------------------- | ------------------------------------------------------------ | --- |
| 1982 | L'ombre sur la plage                                    | Mathieu                 | Luc Béraud                                                   | |
| 1982 | A nyomorultak (Les Misérables)                          | Montparnasse            | Robert Hossein                                               | |
| 1983 | Entre Nous                                              |                         | Diane Kurys                                                  | |
| 1983 | The Wounded Man                                         |                         | Patrice Chéreau                                              | |
| 1983 | Paris ficelle                                           | Joe                     | Laurence Ferreira Barbosa                                    | rövidfilm |
| 1983 | Au-delà de minuit                                       | Hang                    | Pierre Barletta                                              | rövidfilm |
| 1984 | Viva la vie                                             | Kaviárszállító          | Claude Lelouch                                               | |
| 1984 | Boy Meets Girl                                          | Alex                    | Leos Carax                                                   | |
| 1985 | Partir, revenir                                         | Simon Lerner páciense   | Claude Lelouch (2)                                           | |
| 1985 | Hôtel du siècle                                         | Szobor                  | Jean Kerchbron                                               | tv-sorozat (1 epizód) |
| 1986 | Cinéma 16                                               | Jean-Pierre             | François Dupont-Midi                                         | tv-sorozat (1 epizód) |
| 1986 | Mauvais Sang                                            | Alex                    | Leos Carax (2)                                               | |
| 1987 | L'étendu                                                |                         | Gilles Marchand                                              | rövidfilm |
| 1988 | Les enquêtes du commissaire Maigret                     | P'tit Louis             | Jean Kerchbron (2)                                           | tv-sorozat (1 epizód) |
| 1989 | Un tour de manège                                       | Berville                | Pierre Pradinas                                              | |
| 1989 | Mona et moi                                             | Pierre                  | Patrick Grandperret                                          | |
| 1991 | A Pont-Neuf szerelmesei (Les Amants du Pont-Neuf)       | Alex Vogan              | Leos Carax (3)                                               | jelölték az Európai Filmdíjra, a legjobb férfiszínész kategóriában                                                                          |
| 1991 | C'est merveilleux                                       |                         | Solange Martin                                               | rövidfilm |
| 1992 | Drôle d'immeuble                                        |                         | Simon Pradinas                                               | rövidfilm |
| 1993 | De force avec d'autres                                  | Denis                   | Simon Reggiani                                               | |
| 1993 | Fuis la nuit                                            |                         | Patrick Brunie                                               | rövidfilm |
| 1994 | La partie d'échecs                                      | Max                     | Yves Hanchar                                                 | rövidfilm |
| 1995 | L'ennemi                                                | Higra                   | Hervé Renoh                                                  | rövidfilm |
| 1995 | Visiblement je vous aime                                | Denis                   | Jean-Michel Carré                                            | |
| 1997 | Wild Animals                                            | Emil                    | Kim Ki-duk                                                   | |
| 1998 | Don Juan                                                | Pierrot                 | Jacques Weber                                                | |
| 1998 | Le monde à l'envers                                     | Yann                    | Rolando Colla                                                | |
| 1998 | Cantique de la racaille                                 | Stoppos                 | Vincent Ravalec                                              | |
| 1999 | Szép munka (Beau travail)                               | Galoup                  | Claire Denis                                                 | |
| 1999 | Tuvalu, az álomsziget (Tuvalu)                          | Anton                   | Veit Helmer                                                  | Elnyerte a málagai nemzetközi filmhéten a legjobb férfiszínésznek járó díjat                                                                |
| 2000 | Deep in the Woods                                       | Stéphane                | Lionel Delplanque                                            | |
| 2000 | La squale                                               | Joker                   | Fabrice Genestal                                             | |
| 2001 | Married/Unmarried                                       | Szerető                 | Noli                                                         | |
| 2001 | Sofor                                                   | Sofőr                   | Guldem Durmaz                                                | rövidfilm |
| 2001 | Affaire Libinski                                        | Anatoli Libinski        | Delphine Jaquet, Philippe Lacôte                             | rövidfilm |
| 2002 | Sous-commandant Père Noël                               |                         | Christophe Vindis                                            | rövidfilm |
| 2002 | La merveilleuse odyssée de l'idiot Toboggan             | Hang                    | Vincent Ravalec (2)                                          | |
| 2004 | Luminal                                                 | Ryu                     | Andrea Vecchiato                                             | |
| 2004 | A Very Long Engagement                                  | Six-Soux                | Jean-Pierre Jeunet                                           | |
| 2004 | Le soldat inconnu vivant                                | Hang                    | Joël Calmettes                                               | tv-film |
| 2004 | Low Street                                              | Öregember               | Tom Petch                                                    | rövidfilm |
| 2005 | Camping sauvage                                         | Blaise                  | Christophe Ali, Nicolas Bonilauri                            | |
| 2006 | Elegant                                                 |                         | Daniel Wiroth                                                | rövidfilm |
| 2007 | Le passeur                                              |                         | Philippe Lacôte (2)                                          | rövidfilm |
| 2007 | Mister Lonely                                           | Charlie Chaplin         | Harmony Korine                                               | |
| 2007 | Capitaine Achab                                         | Captain Achab           | Philippe Ramos                                               | |
| 2007 | Iyi Seneler Londra                                      | Gerard                  | Berkun Oya                                                   | |
| 2008 | Tokyo!                                                  | Merde                   | Leos Carax (4)                                               | |
| 2008 | Comment Albert vit bouger les montagnes                 |                         | Harold Vasselin                                              | |
| 2009 | Les Petits Meurtres d'Agatha Christie                   | André Custe             | Eric Woreth                                                  | tv-sorozat (1 epizód) |
| 2009 | Les Williams                                            |                         | Alban Mench                                                  | rövidfilm |
| 2009 | Tamanrasset                                             | Philippe                | Merzak Allouache                                             | tv-film |
| 2009 | The Temptation of St. Tony                              | Dionysos Korzybski gróf | Veiko Õunpuu                                                 | |
| 2009 | Les cow-boys n'ont pas peur de mourir                   | Hang                    | Anne-Laure Daffis, Léo Marchand                              | rövidfilm |
| 2009 | Obsession(s)                                            | Marc Douelec            | Frédéric Tellier                                             | tv-film |
| 2010 | Via                                                     | Denis                   | Leonore Mercier                                              | rövidfilm |
| 2010 | Je, François Villon, voleur, assassin, poète            | Bezon                   | Serge Meynard                                                | tv-film |
| 2010 | Tandis qu'en bas des hommes en armes                    | Vilard                  | Samuel Rondière                                              | rövidfilm |
| 2010 | HH, Hitler à Hollywood                                  | Önmaga                  | Frédéric Sojcher                                             | |
| 2010 | Io sono con te                                          | Sapiente                | Guido Chiesa                                                 | |
| 2010 | Enterrez nos chiens                                     | Lucas                   | Frédéric Serve                                               | |
| 2011 | Atlantika                                               | Jack                    | Igor Voloshin                                                | rövidfilm |
| 2011 | My Little Princess                                      | Ernst                   | Eva Ionesco                                                  | |
| 2011 | Les amours perdues                                      | Vincent                 | Samanou Acheche Sahlstrøm                                    | rövidfilm |
| 2011 | Le petit poucet                                         | Ogre                    | Marina de Van                                                | |
| 2011 | Waster                                                  |                         | Philippe Prouff, Virginie Nallet                             | rövidfilm |
| 2012 | L'oeil de l'astronome                                   | Kepler                  | Stan Neumann                                                 | |
| 2012 | Holy Motors                                             | Mr. Oscar               | Leos Carax (5)                                               | 4 díjat nyert el és további 11 jelölést kapott nemzetközi filmfesztiválokon, legjobb férfiszínész, illetve legjobb előadásmód kategóriában. |
| 2012 | L'étoile du jour                                        | Elliot                  | Sophie Blondy                                                | |
| 2013 | Barricade: le film                                      |                         |                                                              | rövidfilm |
| 2013 | Fatigués d'être beaux                                   | Herceg                  | Anne-Laure Daffis (2), Léo Marchand (2)                      | rövidfilm |
| 2013 | Marussia                                                | Csavargó                | Eva Pervolovici                                              | |
| 2013 | Age of Uprising: The Legend of Michael Kohlhaas         | Teológus                | Arnaud des Pallières                                         | |
| 2013 | Les grandes marées                                      | Marc                    | Mathias Pardo                                                | rövidfilm |
| 2013 | Méandres                                                | Hang                    | Elodie Bouedec, Florence Miailhe, Mathilde Philippon-Aginski | rövidfilm |
| 2013 | Je sens plus la vitesse                                 |                         | Joanne Delachair                                             | rövidfilm |
| 2013 | Jiminy                                                  | Otto Hoffmann           | Arthur Môlard                                                | rövidfilm |
| 2014 | Dassault, l'homme au pardessus                          | Marcel Dassault         | Olivier Guignard                                             | tv-film |
| 2014 | Journey to the West                                     | Sárkány                 | Tsai Ming-liang                                              | |
| 2014 | Liberté, égalité, cheveux lissés                        | Fehér ember             | Elefterios Zakaropoulos                                      | rövidfilm |
| 2014 | Agafay                                                  |                         | Olivier Nikolcic                                             | rövidfilm |
| 2014 | Poddubnyy                                               | Edző                    | Gleb Orlov                                                   | |
| 2014 | Le mystère des jonquilles                               | Sam                     | Jean-Pierre Mocky                                            | |
| 2014 | Pitchipoï                                               | Pierre Schulmann        | Charles Najman                                               | |
| 2014 | Fracas                                                  |                         | Kévin Noguès                                                 | rövidfilm |
| 2015 | Graziella                                               | Antoine                 | Mehdi Charef                                                 | |
| 2015 | Eva no duerme                                           |                         | Pablo Agüero                                                 | |
| 2015 | Phasme                                                  | Jean                    | Maéva Ranaivojaona                                           | rövidfilm |
| 2015 | History's Future                                        | Árus a lottózóban       | Fiona Tan                                                    | |
| 2015 | Me and Kaminski                                         | Karl-Ludwig             | Wolfgang Becker                                              | |
| 2015 | 21 Nights with Pattie                                   | André                   | Arnaud Larrieu & Jean-Marie Larrieu                          | |
| 2015 | Full House                                              | Hóhér                   | Quentin Bocksberger                                          | rövidfilm |
| 2016 | Boris sans Béatrice                                     | Az ismeretlen           | Denis Côté                                                   | |
| 2016 | Louis-Ferdinand Céline, deux clowns dans la catastrophe |                         | Emmanuel Bourdieu                                            | |

## Fordítás
- Ez a szócikk részben vagy egészben  a   Denis Lavant című angol Wikipédia-szócikk fordításán alapul.  Az eredeti cikk szerkesztőit annak laptörténete sorolja fel. Ez a jelzés csupán a megfogalmazás eredetét és a szerzői jogokat jelzi, nem szolgál a cikkben szereplő információk forrásmegjelöléseként.